# Grabenstätt
Grabenstätt település Németországban, azon belül Bajorországban. Lakosainak száma 4478 fő (2023. december 31.). Grabenstätt Traunstein, Vachendorf, Chiemsee és Bergen községekkel határos.

## Népesség
A település népessége az elmúlt években az alábbi módon változott:
| Lakosok száma | 2644 | 1831 | 4214 | 4209 | 4319 | 4340 | 4443 | 4433 | 4489 | 4478 |
|               | 1970 | 1975 | 2011 | 2012 | 2014 | 2015 | 2017 | 2019 | 2022 | 2023 |